# Mistrzostwa Polski w Biegach Narciarskich 2012
Mistrzostwa Polski w Biegach Narciarskich 2012 – zawody w biegach narciarskich, które zostały rozegrane w dniach 20–25 marca 2012 roku na Polanie Jakuszyckiej.
Organizatorami mistrzostw byli: Polski Związek Narciarski (PZN), Dolnośląski Związek Narciarski oraz Urząd Marszałkowski Województwa Dolnośląskiego. Zawody zostały rozegrane na trasach biegowych stowarzyszenia Bieg Piastów. Funkcję delegata technicznego z ramienia PZN pełnił Włodzimierz Waluś, a kierownikiem zawodów mianowany został Zbigniew Stępień.
Do mistrzostw kraju zaliczały się również mistrzostwa Polski w biegach długodystansowych, które zostały rozegrane w ramach Biegu Piastów. Zawody te odbyły się 3 marca 2012, również na Polanie Jakuszyckiej. Mężczyźni rywalizowali na dystansie 50 km, a kobiety na dystansie 26 km.
Prawo startu w mistrzostwach Polski seniorów w konkurencjach biegowych mieli zawodnicy posiadający aktualną II klasę sportową, jak również posiadający licencje zawodnicze, badania lekarskie i ubezpieczenie. Zawody zostały przeprowadzone zgodnie z przepisami NRS oraz Wytycznymi Sportowymi PZN na sezon 2011/2012.
W mistrzostwach Polski nie wystartowały Justyna Kowalczyk oraz Sylwia Jaśkowiec. Obydwie zawodniczki przeszły zabiegi chirurgiczne i przechodziły rehabilitację. W zawodach wystartowała Kornelia Marek, która podczas Zimowych Igrzysk Olimpijskich 2010 w Vancouver została przyłapana na stosowaniu dopingu i ukarana dyskwalifikacją. Okres kary upłynął 16 marca 2012 roku. Były to pierwsze oficjalne zawody dla tej biegaczki narciarskiej.
Po zakończeniu mistrzostw Mariusz Michałek został zdyskwalifikowany za stosowanie niedozwolonego środka (budesonidu). Środek ten został wykryty w próbce pobranej po biegu na 30 km techniką dowolną. Z tego powodu odebrano dwa złote medale: we wspomnianym biegu na 30 km oraz w sztafecie (Michałek startował w drużynie NKS Trójwieś Beskidzka).

## Terminarz
| Data          | Godzina   | Konkurencja                      | Złoto                | Srebro                    | Brąz                      | Źródło |
| ------------- | --------- | -------------------------------- | -------------------- | ------------------------- | ------------------------- | ------ |
| 3 marca 2012  | ?         | 50 km stylem klasycznym mężczyzn | Mariusz Michałek     | Maciej Staręga            | Sebastian Gazurek         | [ 1 ]  |
| 3 marca 2012  | ?         | 26 km stylem klasycznym kobiet   | Marcela Marcisz      | Justyna Mordarska         | Emilia Romanowicz         | [ 1 ]  |
| 21 marca 2012 | 09:00 CET | Sprint stylem dowolnym kobiet    | Agnieszka Szymańczak | Ewelina Marcisz           | Kornelia Kubińska         | [ 4 ]  |
| 21 marca 2012 | 09:00 CET | Sprint stylem dowolnym mężczyzn  | Maciej Staręga       | Konrad Motor              | Mateusz Ligocki           | [ 5 ]  |
| 22 marca 2012 | 09:00 CET | 5 km stylem klasycznym kobiet    | Kornelia Kubińska    | Agnieszka Szymańczak      | Marcela Marcisz           | [ 6 ]  |
| 22 marca 2012 | 09:00 CET | 10 km stylem klasycznym mężczyzn | Mariusz Michałek     | Sebastian Gazurek         | Paweł Klisz               | [ 7 ]  |
| 24 marca 2012 | 09:00 CET | 15 km stylem dowolnym kobiet     | Kornelia Kubińska    | Justyna Mordarska         | Magdalena Kozielska       | [ 8 ]  |
| 24 marca 2012 | 09:00 CET | 30 km stylem dowolnym mężczyzn   | Paweł Klisz          | Maciej Staręga            | Konrad Motor              | [ 9 ]  |
| 25 marca 2012 | 09:00 CET | 4x5 km (C+F) sztafeta kobiet     | AZS-AWF Katowice     | MKS Halicz Ustrzyki Dolne | LKS Poroniec Poronin      | [ 10 ] |
| 25 marca 2012 | 09:00 CET | 4x10 km (C+F) sztafeta mężczyzn  | LKS Poroniec Poronin | AZS-AWF Katowice          | MKS Halicz Ustrzyki Dolne | [ 11 ] |

## Wyniki
| Pozycja | Zawodniczka          | Czas    | Strata   |
| ------- | -------------------- | ------- | -------- |
|         | Agnieszka Szymańczak | Finał A |          |
|         | Ewelina Marcisz      | Finał A | +1,51 s  |
|         | Kornelia Kubińska    | Finał A | +1,64 s  |
| 4.      | Marcela Marcisz      | Finał A | +2,49 s  |
| 5.      | Justyna Mordarska    | Finał A | +10,19 s |
| 6.      | Anna Staręga         | Finał A | +17,29 s |
| 7.      | Paulina Maciuszek    | Finał B |          |
| 8.      | Emilia Romanowicz    | Finał B |          |
| 9.      | Magdalena Kozielska  | Finał B |          |
| 10.     | Dominika Hulawy      | Finał B |          |
| 11.     | Natalia Grzebisz     | Finał B |          |
| 12.     | Urszula Łętocha      | Finał B |          |

| Pozycja | Zawodnik          | Czas    | Strata   |
| ------- | ----------------- | ------- | -------- |
|         | Maciej Staręga    | Finał A |          |
|         | Konrad Motor      | Finał A | +1,54 s  |
|         | Mateusz Ligocki   | Finał A | +2,07 s  |
| 4.      | Paweł Klisz       | Finał A | +7,37 s  |
| 5.      | Patryk Chudoba    | Finał A | +16,10 s |
| 6.      | Andrzej Leśnik    | Finał A | +47,48 s |
| 7.      | Jan Antolec       | Finał B |          |
| 8.      | Andrzej Pradziad  | Finał B |          |
| 9.      | Dawid Bril        | Finał B |          |
| 10.     | Marcin Rzeszótko  | Finał B |          |
| 11.     | Sebastian Gazurek | Finał B |          |
| 12.     | Michał Wróblewski | Finał B |          |

| Pozycja | Zawodniczka          | Czas         | Strata       |
| ------- | -------------------- | ------------ | ------------ |
|         | Kornelia Kubińska    | 17:35,1 min  |              |
|         | Agnieszka Szymańczak | 17:49,4 min  | +14,3 s      |
|         | Marcela Marcisz      | 18:09,1 min  | +34,0 s      |
| 4.      | Ewelina Marcisz      | 18:30,7 min  | +55,6 s      |
| 5.      | Emilia Romanowicz    | 18:59,5 min  | +1:24,4 min  |
| 6.      | Martyna Galewicz     | 18:59,9 min  | +1:24,8 min  |
| 7.      | Justyna Mordarska    | 19:09,20 min | +1:34,10 min |
| 8.      | Anna Staręga         | 19:44,80 min | +2:09,70 min |
| 9.      | Natalia Grzebisz     | 19:46,30 min | +2:11,20 min |
| 10.     | Urszula Łętocha      | 19:58,10 min | +2:23,00 min |

| Pozycja | Zawodnik           | Czas        | Strata      |
| ------- | ------------------ | ----------- | ----------- |
|         | Mariusz Michałek   | 31:20,3 min |             |
|         | Sebastian Gazurek  | 32:43,2 min | +1:22,9 min |
|         | Paweł Klisz        | 32:56,0 min | +1:35,7 min |
| 4.      | Jan Antolec        | 33:25,8 min | +2:05,5 min |
| 5.      | Maciej Staręga     | 33:26,5 min | +2:06,2 min |
| 6.      | Patryk Chudoba     | 33:30,6 min | +2:10,3 min |
| 7.      | Marcin Rzeszótko   | 34:07,2 min | +2:46,9 min |
| 8.      | Andrzej Pradziad   | 34:25,9 min | +3:05,6 min |
| 9.      | Krzysztof Kukuczka | 34:41,7 min | +3:21,4 min |
| 10.     | Mateusz Ligocki    | 34:42,8 min | +3:22,5 min |

| Pozycja | Zawodniczka         | Czas        | Strata      |
| ------- | ------------------- | ----------- | ----------- |
|         | Kornelia Kubińska   | 47:07,5 min |             |
|         | Justyna Mordarska   | 48:06,2 min | +58,7 s     |
|         | Magdalena Kozielska | 48:17,8 min | +1:10,3 min |
| 4.      | Marcela Marcisz     | 48:23,5 min | +1:16,0 min |
| 5.      | Martyna Galewicz    | 49:06,5 min | +1:59,0 min |
| 6.      | Marzena Maciulewicz | 49:39,1 min | +2:31,6 min |
| 7.      | Anna Staręga        | 50:12,1 min | +3:04,6 min |
| 8.      | Emilia Romanowicz   | 50:34,9 min | +3:27,4 min |
| 9.      | Natalia Grzebisz    | 51:14,4 min | +4:06,9 min |
| 10.     | Dominika Hulawy     | 51:20,7 min | +4:13,2 min |

| Pozycja | Zawodnik           | Czas        | Strata       |
| ------- | ------------------ | ----------- | ------------ |
| DSQ     | Mariusz Michałek   | 1:24:02,2 h |              |
|         | Paweł Klisz        | 1:28:00,8 h | +3:58,6 min  |
|         | Maciej Staręga     | 1:29:15,7 h | +5:13,5 min  |
|         | Konrad Motor       | 1:29:58,9 h | +5:56,7 min  |
| 4.      | Jan Antolec        | 1:30:14,1 h | +6:11,9 min  |
| 5.      | Sebastian Gazurek  | 1:30:28,0 h | +6:25,8 min  |
| 6.      | Marcin Rzeszótko   | 1:30:29,0 h | +6:26,8 min  |
| 7.      | Krzysztof Kukuczka | 1:34:18,0 h | +10:15,8 min |
| 8.      | Patryk Chudoba     | 1:34:18,6 h | +10:16,4 min |
| 9.      | Krzysztof Stec     | 1:34:59,7 h | +10:57,5 min |

| Pozycja | Klub                         | Czas        | Strata       |
| ------- | ---------------------------- | ----------- | ------------ |
|         | AZS-AWF Katowice             | 1:07:33,7 h |              |
|         | MKS Halicz Ustrzyki Dolne    | 1:07:36,1 h | +2,4 s       |
|         | LKS Poroniec Poronin         | 1:10:14,2 h | +2:40,5 min  |
| 4.      | UKS Rawa Siedlce             | 1:13:15,0 h | +5:41,3 min  |
| 5.      | MKS Karkonosze Sporty Zimowe | 1:17:46,2 h | +10:12,5 min |
| 6.      | MULKS Tomaszów Lubelski      | 1:22:33,4 h | +14:59,7 min |
| 7.      | LKS Witów Mszana Górna       | 1:24:05,5 h | +16:31,8 min |

| Pozycja | Klub                         | Czas        | Strata       |
| ------- | ---------------------------- | ----------- | ------------ |
| DSQ     | NKS Trójwieś Beskidzka       | 1:57:44,5 h |              |
|         | LKS Poroniec Poronin         | 1:58:36,8 h | +52,3 s      |
|         | AZS-AWF Katowice             | 2:02:39,3 h | +4:54,8 min  |
|         | MKS Halicz Ustrzyki Dolne    | 2:12:49,1 h | +15:04,6 min |
| 4.      | MKS Karkonosze Sporty Zimowe | 2:13:53,8 h | +16:09,3 min |
| 5.      | UKS Rawa Siedlce             | 2:15:23,1 h | +17:38,6 min |
| 6.      | KS Jedność Nowy Sącz         | 2:17:45,8 h | +20:01,3 min |